# FC 로토르 볼고그라드

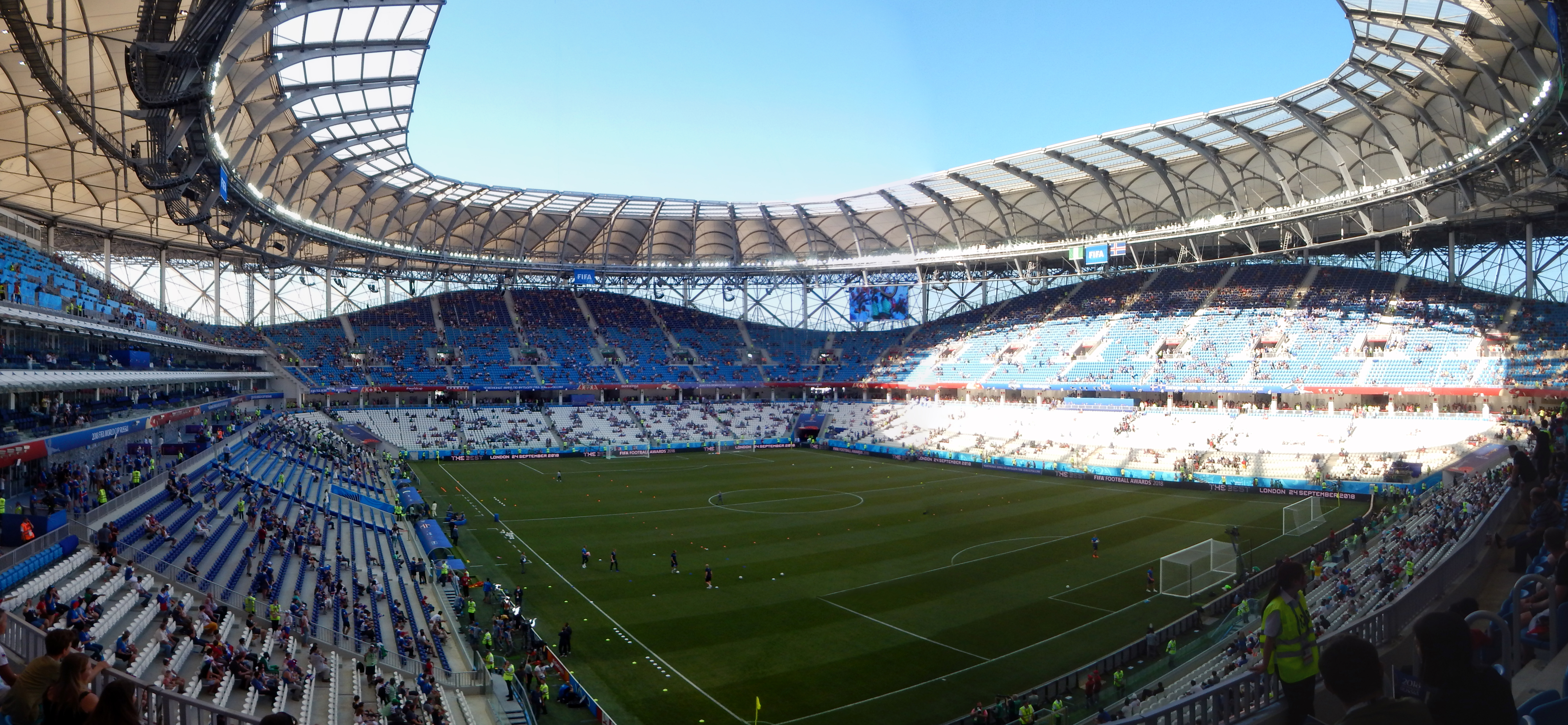

FC 로토르 볼고그라드(러시아어: Спортивный Клуб Ротор Волгоград, 영어: FC Rotor Volgograd)는 러시아 볼고그라드의 축구 팀이다.

## 클럽 명칭 역사
- 1929-1948: 트라크토르 스탈린그라드 (Traktor Stalingrad)
- 1948-1958: 토르페도 스탈린그라드 (Torpedo Stalingrad)
- 1958-1961: 트라크토르 스탈린그라드 (Traktor Stalingrad)
- 1961-1970: 트라크토르 볼고그라드 (Traktor Volgograd)
- 1970-1972: 스탈 볼고그라드 (Stal Volgograd)
- 1972-1975: 바리카디 볼고그라드 (Barrikady Volgograd)
- 1975-현재: 로토르 볼고그라드 (Rotor Volgograd)

## 성적
- 러시아 프리미어리그: 준우승 2회 (1993, 1997)
- 러시아 컵: 준우승 1회 (1995)
- 1998년 극동 클럽 축구 선수권 대회 우승

## 선수 명단

### 현역
참고: FIFA 자격 규정에 따라 소속된 국가대표팀 국기를 표시합니다. 선수는 복수의 FIFA 비회원국 국적을 가지고 있을 수 있습니다.
| 번호 | 포지션 | 국적     | 이름                |
| ---- | ------ | -------- | ------------------- |
| 3    | DF     | 벨라루스 | 막심 시뱌초우       |
| 12   | DF     | 벨라루스 | 드미트리 프리스체파 |

| 번호 | 포지션 | 국적 | 이름 |
| ---- | ------ | ---- | ---- |

## 역대 감독
| 감독              | 임기 |
| ----------------- | ---- |
| 드미트리 호흘로프 | 2021 |